# Paul Coban
 (septembre 2016).
- Si vous ne connaissez pas le sujet, laissez ce bandeau (vous pouvez alors contacter les auteurs).
- Si vous supprimez le contenu mis en cause (vous pouvez préalablement contacter les auteurs),

argumentez précisément cette suppression dans la page de discussion
(un manque de référence n'est pas un argument ; une recherche réelle de référence doit avoir été effectuée, être formellement documentée).
 (septembre 2016).
Émile Paul Colomban dit Paul Coban est un poète et  graveur sur bois né le 5 février 1921 à La Garenne-Colombes et mort le 13 septembre 2012 à Villeneuve-Saint-Georges. 
Écrivain, poète pamphlétaire, il est l'auteur de trois ouvrages et de centaines de poèmes.

## Biographie
Paul Coban est né dans une famille aisée, son père était pharmacien. Ses parents découvrent très tôt chez Paul cette prédisposition toute particulière pour la poésie. Il écrit d'ailleurs son premier roman à l’âge de onze ans, J’arrive à temps. L'original du manuscrit n'a pas survécu avec le temps.[réf. nécessaire]
Diplômé de la Sacem, il rencontre vers l’âge de vingt ans l’un de ses mécènes, le docteur Robert Sauvageot médecin acupuncteur et disciple du Dr George Soulié de Morant.[réf. nécessaire]
Le docteur Robert Sauvageot participa à l'histoire miraculeuse[non neutre] de quelques épis de blé retrouvés dans le sarcophage d'une reine d'Égypte confiés par l'académicien Joseph de Pesquidoux à son retour d'un voyage exploratoire en Égypte. Il initie Paul Coban à la diététique et à une philosophie de la nutrition. Ils participeront tous les deux quelques années plus tard à la fondation de La Vie claire avec Henri-Charles Geffroy. Ils créent ensemble la maison d’édition « Gaie-Science » qui publiera des œuvres du poète[réf. nécessaire]. Cet esprit du gai savoir est le fil rouge qui les conduit à créer des enregistrements burlesques sur bandes magnétiques : - L’herboriste, En suivant les comètes, Petite fleur - Le gars de Chagny - Les petits suisses - Plantes médicinales etc.[Interprétation personnelle ?]. Coban y déploie sa verve humoristique et on y entend le rire légendaire du Docteur Sauvageot. Pour les deux hommes, l’esprit du rire est à cultiver : « c’est une chose sérieuse et non de la rigolade » (sic Paul Coban). Les vertus du rire seront par ailleurs largement démontrées des années plus tard. Il est donc normal de retrouver dans la bibliothèque de Paul Coban  toute une littérature du rire. Deux écrivains restent cependant magistraux aux yeux du poète : Rabelais et Alphonse Allais.[Interprétation personnelle ?]
Dans les années d’après-guerre, vivant avec sa mère à Limeil-Brévannes, il imprime lui-même ses poèmes sur une presse à bras. Devenu typographe et graveur sur bois, il crée des plaquettes d’art. À l’instar de Max Jacob qui vendait ses poèmes dans une carriole de quatre saisons, Paul Coban va présenter son œuvre dans le quartier latin. C’est ainsi qu’il peut vivre de sa poésie et faire de très nombreuses rencontres. On retrouve dans ses agendas plusieurs rendez-vous avec Jean Cocteau dans son domicile de la rue de Montpensier. Il évoque de vagues rapports au sujet de l'objection de conscience pour laquelle Coban milite depuis de nombreuses années. Ardent défenseur de la cause de la paix, il crée peu après leur rencontre « Au nom de la paix », plaquette de poèmes contre l’arme atomique.[réf. nécessaire]
Cette période riche en échanges lui permet également de partager avec son aîné Pierre Dumarchey la même vision du monde. On retrouve cette complicité dans la bibliothèque de Coban dont les ouvrages de Mac Orlan comportent des envois datés des années 1950.[Interprétation personnelle ?]
En mars 1954, il publie son premier livre illustré de bois gravés et d’aquarelles Sagesse éternelle.
Il rencontre Gabriele Mandel Khān (en) en 1956 puis Elie Pesatori, tous les deux artistes italiens. Pésatori travaillera de concert avec lui en réalisant deux dessins pour le frontispice de son futur livre Mon pèlerinage.
Mandel et Coban resteront éternellement de fidèles amis.[Interprétation personnelle ?] On retrouvera par exemple dans leur liaison épistolaire importante, les recherches que faisait Coban à la BNF pour Mandel lorsqu'il occupait le poste de conservateur du cabinet des estampes de la Villa Zorn, et les gravures que lui réalisait Mandel en retour. Coban réalisera d'ailleurs un poème en l'honneur de la  naissance de Paola, la fille de Gabriele et Carla Mandel née le 2 août 1961. Ce fut également en 1961, dans les quartiers animés de la capitale, que Coban fit la connaissance d'Alexis Hinsberger. Hinsberger présentait La colline des fantômes, ouvrage de Tran Van Tung pour qui il avait réalisé les illustrations. Il restera en contact régulier et Hinsberger réalisera son portait à l'occasion de l'un de ses vernissage. Quelques années passèrent avant le début d'une collaboration avec Jean Lébédeff. Ce graveur de renom partagera avec Paul Coban quelques secrets techniques et une amitié sincère les unira jusqu'au décès du maître graveur en 1972. S'ensuivirent quelques années de vaches maigres qui n’entameront en rien son entrain à créer et à diffuser son œuvre. Il en profitera pour partager sa passion pour le rire avec Albert Dubout qu'il appréciait dans la qualité de ses illustrations. Il entreprendra toute une tournée en France pour donner des récitals de poésie. Mais de l’aveu du poète, c’est surtout en Suisse qu’il fut le mieux accueilli.[réf. nécessaire]
L'année 1960 apportera au poète un peu de baume au cœur avec la publication de son deuxième livre Au Céleste Empire. Jean Lebedeff, lui propose alors de participer à la conception de l'ouvrage en réalisant le frontispice. Le titre de son nouvel ouvrage n'est pas sans rapport avec celui de la femme de lettres Françoise Mallet-Joris : L'Empire céleste. Dans cet ouvrage avec lequel elle obtint le prix Femina en 1958, elle cite 57 fois le nom de Paul Coban et le dépeint comme un personnage particulièrement déplaisant. Or il s'agit sans équivoque du poète qui donne des récitals dans ce restaurant. Un procès s'ensuit relayé par les quotidiens Le Figaro et Le Parisien libéré en date du 23 février 1960. Un accord interviendra entre les parties afin de ménager les intérêts de chacun. Pour réagir à ce qu'il considéra comme un affront, il décida d'intituler son nouveau roman Au Céleste Empire.[réf. nécessaire]
Son troisième livre Mon pèlerinage est certainement le plus abouti.[Interprétation personnelle ?] Préfacé par Marcel Pagnol, Coban racontait volontiers son entrevue avec l'académicien. Pagnol écrivait : « […] le personnage du pèlerin auto-stoppeur est intéressant, et ses pérégrinations (c'est le mot qui convient) sont racontées avec beaucoup d'humour, une sincérité totale, et une naïveté fort plaisante. » Cette préface de Pagnol fut le sésame qui le conduit à être édité[Interprétation personnelle ?] par le pressier d’art Dominique Viglino qui travaillait pour Dali et Picasso. Viglino apprécia tout particulièrement[Interprétation personnelle ?] les vignettes et les bois gravés de l'auteur. La couverture et le frontispice furent réalisés par son ami Élie Pésatori.
Soutenu par Alain Peyrefitte, Coban sera présenté par son intermédiaire à Jean-Jacques de Bresson en février 1971 afin qu'il présente son ouvrage à la télévision. Il sera l'invité de Jacques Chabannes dans l'émission On en parle. Dans les années 1970, Paul Coban voit sa mère, dépérir. Il n’aura de cesse d’aller la visiter dans le « mouroir » du Château de l’île d'Oléron. Cherchant un logement pour la sortir de cette institution, il achète une ancienne épicerie à Saint-Pierre-d'Oléron qu’il transforme en Boutique de poésie, véritable antre du poète où l’on pouvait venir écouter son œuvre et s’en rendre acquéreur.[réf. nécessaire]
C’est le début d’une grande aventure où le poète se confronte à un public de vacanciers. Cela donnera lieu à un nouveau livre Ma Boutique de Poésie où Paul Coban raconte trente années de rencontres, de bagarres, de rires. Considéré comme un original[Par qui ?], il se plaisait à dire lors de ses récitals de poésie qu’il donnait chaque après-midi dans sa boutique : « je ne suis ni un grand ni un petit poète; je suis un authentique poète. J’ai consacré ma vie à la poésie. Venez voir les fesses rouges du poète. » Ses nombreux livres d’or racontent l’étonnement et parfois l’émerveillement de ses visiteurs face à un personnage authentique.[Interprétation personnelle ?]
Cette fameuse[non neutre] « Boutique de Poésie » lui vaudra de nombreux articles dans la presse et des passages dans les médias, notamment Le Pop-Club de José Arthur, Radioscopie une émission de Jacques Chancel, et bon nombre d'émissions littéraires.[réf. nécessaire]
L'hiver venu, il retournait œuvrer dans sa vieille demeure de Limeil-Brévannes, datant de l’époque de Louis XIV, ancien rendez-vous de chasse du Comte de Toulouse, qu’il a, de ses mains, lui-même, restaurée. Il retrouvait ses presses qui reprenaient du service pour imprimer sur le papier d'Arches la multitude de poèmes contenus dans les petits carnets noircis durant l'été.[réf. nécessaire]
Artiste complet, Coban s'adonnait aussi à la peinture, au dessin et à la sculpture. Il n’a cessé de lutter contre l’indifférence de ses contemporains.[Interprétation personnelle ?]
Il meurt le 13 septembre 2012 au centre hospitalier de Villeneuve-Saint-Georges.
L'année suivante, un hommage lui est rendu à Limeil-Brévannes lors d'une exposition retraçant l'ensemble de son œuvre. En 2015, ses presses sont rachetées par un jeune graveur typographe qui, justement, veut s’installer à l’île d’Oléron et souhaite continuer à faire souffler l’esprit du poète.[réf. nécessaire]

## Œuvre

### Poésies
- Offrande (1948)
- Le Bourreau (1948)
- Affliction (1948)
- Néant, que tu es vide ! (1948)
- Triste Boulot (1949)
- Doute (1949)
- Question de temps (1949)
- Viscère sentimentale (1950)
- Le Petit Coutelier (1950)
- Le Petit Rémouleur (1950)
- Attente vaine (1951)
- Émotion (1951)
- Profonds idiotismes (1951)
- Restes récapitulatifs (1951)
- Le Petit Mitron (12 mai 1954)
- Fleurs en larmes (1955)
- Surprise Partie (1958)
- Faux Poète (1967)
- Émulsion (1972)
- C'est la fête (préface d'Eugène Ionesco, septembre 1990)
- Muguet (1990)
- Made in France (préface de Paul Guth, 1993)
- Dernier Avertissement (1994)
- Numéro gagnant
- Les Droits de la femme
- La Dalle de Nice
- Nuances de passants
- Délicate Intention
- Au secours
- Avec le sourire
- Il était sur son char
- Joyeuses Corvées
- Amour fou
- Fini l'amour
- Inconséquence
- Tendre Civilisation
- Mouvement cyclique
- L'Unique Solution
- Plus loin
- Cosmofolie
- Domino

### Roman
- Sagesse éternelle (1954)
- Au Céleste Empire (1960)
- Mon pèlerinage (1971)
- Ma boutique de poésie

### Théâtre
- Tax Return